# Chiesa di Sant'Agostino (Padova)
La chiesa di sant'Agostino era un grande edificio religioso duecentesco che si innalzava ai piedi del Ponte di Sant'Agostino sulla Riviera di Sant'Agostino - ora Riviera Paleocapa - a Padova. Era la chiesa del contiguo convento dei Domenicani. Fu uno dei principali luoghi di culto della Padova trecentesca. Venne rasa al suolo nel 1819 su ordinanza del governo austriaco.

## Storia
Viene descritto da Pietro Selvatico come "senza dubbio il più bell'edificio del medio evo che avesse Padova dopo la basilica di Sant'Antonio".
Opera dell'architetto Leonardo Murario, detto il Roccalica, venne eretta tra il 1226 ed il 1275 col patrocinio di Nicolò di Boccassio, vescovo di Padova e futuro papa col nome di Benedetto XI e ultimata dall'architetto Fra Benvenuto da Bologna. Rivestì un ruolo di primo piano nella religiosità della città Veneta, soprattutto nel Trecento.
I da Carrara, signori di Padova dal 1318 al 1405, la scelsero per ospitare le spoglie di alcuni esponenti illustri della famiglia. Vi si potevano trovare, tra le altre, le tombe di Jacopo II, Ubertino III e Jacopo V, le quali vennero traslate alla chiesa degli Eremitani per salvarle dalla distruzione del 1819.

Qui era sepolto anche Pietro d'Abano e nella Cappella di S. Stefano si trovavano le sepolture di svariati membri della famiglia Buzzaccarini, potentissima durante la signoria carrarese, a partire da Arcoano Buzzaccarini, cognato di Francesco I da Carrara, e suo figlio Francesco.
Venne preservata da ogni ribellione, guerra e saccheggio che la città attraversò nei secoli fino a che, nel 1819, venne rasa al suolo per ordine del governo Austriaco,il materiale laterizio riutilizzato per l'edificazione di un ospedale militare, convertito poi in caserma. Le colonne interne della basilica vennero usate nella costruzione del nuovo macello comunale, opera di Giuseppe Jappelli, e che è sede del Liceo Artistico "Pietro Selvatico".
Sul luogo della chiesa è situata ora la caserma Piave, nella quale venne ritrovato negli anni novanta un affresco del Guariento, parte dell'originaria decorazione dell'edificio.

## Descrizione
Una raffigurazione dell'esterno ci è stata tramandata dall'incisione di Marino Urbani mentre per l'interno ci si può affidare solamente alle testimonianze scritte.

Il Selvatico ne elogia l'architettura "seria e robusta" tipica delle chiese maggiori dei Domenicani e ravvisa molte somiglianze tra questa e la chiesa di S. Nicolò di Treviso, anche questa annessa a un convento domenicano e costruita col patrocinio di Nicolò di Boccassio.
La chiesa era decorata da numerosi affreschi del Guariento, di cui rimane solamente un frammento raffigurante degli angeli, custodito alla caserma Piave.